# Masahiro Ōhashi
Pour les articles homonymes, voir Ōhashi.
Masahiro Ōhashi (大橋 正博, Ōhashi Masahiro) est un footballeur japonais né le 23 juin 1981. Il évolue au poste de milieu de terrain.

## Palmarès
- Champion du Japon en 2003 et 2004 avec le Yokohama F. Marinos.
- Finaliste de la Coupe de la Ligue japonaise en 2007 avec le Kawasaki Frontale.